# Dicranophragma (Dicranophragma) melaleucum
Dicranophragma (Dicranophragma) melaleucum is een tweevleugelige uit de familie steltmuggen (Limoniidae). De soort komt voor in het Palearctisch gebied.